# Reserva Biológica de Santa Isabel
A Reserva Biológica de Santa Isabel é uma reserva biológica brasileira localizada no estado do Sergipe, no litoral. A reserva se destaca por ser um dos principais sítios do projeto TAMAR, e já liberou milhões de tartarugas ao mar. É uma importante unidade de conservação dos Mangues do Rio São Francisco. A principal espécie ameaçada protegida nesta unidade de conservação é a tartaruga-de-pente (Eretmochelys imbricata), além da área ser importante sítio de nidificação da tartaruga-oliva (Lepidochelys olivacea).